# Теорема Рейнгардта
Теорема Рейнгардта (англ. Reingardt’s theorem, нім. Reingardt’s Theoreme n) — якщо роздільному збагаченню піддаються ряд різновидів вугілля з метою одержання заданої середньої зольності їхніх концентратів, то максимальний сумарний вихід концентрату буде отриманий у тому випадку, якщо всі граничні зольності будуть рівні між собою.
Теорема Рейнґардта використовується при математичному моделюванні процесів збагачення корисних копалин.